# Tjädertjärnarna (Piteå socken, Norrbotten, 727243-172527)
Tjädertjärnarna är en sjö i Piteå kommun i Norrbotten och ingår i Lillpiteälvens huvudavrinningsområde.